# Лачуни, Йегван о
Йе́гван о Лачу́ни (фар. Jógvan á Lakjuni; род. 3 июля 2007 года в Фуглафьёрдуре, Фарерские острова) — фарерский футболист, полузащитник клуба «ИФ».

## Карьера
Йегван является воспитанником клуба «ИФ» из своей родной деревни. В сезоне-2023 его начали привлекать к тренировкам и матчам взрослой команды фуглафьёрдурцев. Он дебютировал в их составе 13 августа в игре высшей фарерской лиги со столичным «ХБ»: полузащитник вышел на замену вместо Джона Мена на 91-й минуте. В своём втором матче против клаксвуйкского «КИ», состоявшемся 1 октября, Йегван вышел в стартовом составе и был заменён на 65-й минуте Хансем Якобсеном.
15 июля 2023 года главный тренер Фроуи Беньяминсен впервые вызвал Йегвана в состав юношеской сборной Фарерских островов (до 17 лет). Его дебют за неё состоялся 6 августа в поединке с норвежскими сверстниками.

## Статистика выступлений
| Выступление      | Выступление      | Выступление      | Лига | Лига | Кубки | Кубки | Еврокубки | Еврокубки | Прочие | Прочие | Итого | Итого |
| Клуб             | Лига             | Сезон            | Игры | Голы | Игры  | Голы  | Игры      | Голы      | Игры   | Голы   | Игры  | Голы  |
| ---------------- | ---------------- | ---------------- | ---- | ---- | ----- | ----- | --------- | --------- | ------ | ------ | ----- | ----- |
| ИФ Фуглафьёрдур  | Премьер-лига     | 2023             | 2    | 0    | 0     | 0     | 0         | 0         | 0      | 0      | 2     | 0     |
| ИФ Фуглафьёрдур  | Итого            | Итого            | 2    | 0    | 0     | 0     | 0         | 0         | 0      | 0      | 2     | 0     |
| Всего за карьеру | Всего за карьеру | Всего за карьеру | 2    | 0    | 0     | 0     | 0         | 0         | 0      | 0      | 2     | 0     |

## Личная жизнь
Старший брат Йегвана, Маркус о Лачуни (род. 2005) — тоже футболист. Маркус и Йегван вместе играют за «ИФ». Помимо футбола, он серьёзно занимался тхэквондо, завоевав бронзовую медаль на детско-юношеском турнире в Скандерборге в 2019 году.